# Club-Zelle
Die Club-Zelle, auch dt. Keulenzelle, ehemals Clara-Zelle, ist ein spezialisierter Zelltyp, der in den Bronchiolen der Lunge vorkommt. Es handelt sich um sekretorische Zellen der distalen Luftwege (Bronchioli terminales, respiratorii und Ductus alveolares), die sekrethaltige Granula besitzen und große, spezies-abhängige Unterschiede aufweisen.
Die Clara-Zelle ist nach dem Südtiroler Arzt und Anatomen Max Clara (1899–1966) benannt, der in Leipzig hingerichtete Personen für seine wissenschaftlichen Arbeiten sezierte. Aufgrund der Anbiederung Claras an die NSDAP werden Versuche unternommen, den Begriff Clara-Zelle zu tilgen und durch Club-Zelle oder Sekretorische Zelle der distalen Luftwege zu ersetzen.
Gesichert ist, dass sie u. a. Surfactantproteine und auch Lysozym sezernieren, welche für die unspezifische Abwehr nötig sind. Sie besitzen cytochrom P450 Enzyme, die auch bei der Entgiftung eventuell inhalierter Giftstoffe eine Rolle spielen. Vermutet wird, dass sie beim Menschen ein glykoproteinhaltiges Sekret produzieren, das an der Offenhaltung der kleinen Luftwege beteiligt ist.